# 苦椒醬
苦椒醬（韓語：고추장）又稱韩式辣醬，是一種具有鮮味與辣味的韓式醬料，顏色呈深紅色。傳統上，辣酱需置於戶外的甕裡發酵多年。主成份有紅辣椒粉、糯米粉、磨成粉狀的發酵黃豆、食鹽，也会加入少许的糖。其為朝鮮拌飯與辣炒年糕主要使用的醬料。